# Igreja de Nossa Senhora de Jesus
A Igreja de Nossa Senhora de Jesus, ou Igreja Paroquial de Nossa Senhora das Mercês, também designada por Convento de Jesus, está situada no Largo de Jesus, na freguesia da Misericórdia, em Lisboa.
Está enquadrada, no mesmo Largo, pelo antigo Convento de Nossa Senhora de Jesus, onde desde 1838 está situada a Academia das Ciências, pelo Liceu de Passos Manuel, pelo Hospital de Jesus e pelo palácio Mendia, entre outros.
A igreja actual foi construída no século XVIII, sobre as ruínas da igreja anterior, destruída pelo terramoto de 1755.
Com o fim das ordens religiosas em Portugal, em 1834, a igreja do Convento de Nossa Senhora de Jesus é reconvertida em igreja paroquial da paróquia das Mercês, papel que desempenha até hoje.
A Igreja de Nossa Senhora de Jesus está classificada, desde 2010, num Conjunto de Interesse Público de que fazem parte o antigo Convento de Nossa Senhora de Jesus e restos da cerca conventual, incluindo a dita Igreja, a Academia das Ciências, o Museu Geológico, a Capela da Ordem Terceira de Nosso Senhor de Jesus e o Hospital de Jesus.